# Holsthumerberg
Holsthumerberg ist ein Weiler der Ortsgemeinde Holsthum im Eifelkreis Bitburg-Prüm in Rheinland-Pfalz.

## Geographische Lage
Holsthumerberg liegt rund 2,1 km nordöstlich des Hauptortes Holsthum auf einer Hochebene. Der Weiler liegt am Beginn eines ausgedehnten Waldgebietes und ist zudem von umfangreichen landwirtschaftlichen Nutzflächen umgeben. Südwestlich von Holsthumerberg fließt der Eschbach. Es handelt sich um ein Sackgassendorf.

## Geschichte
Das Gebiet um Holsthumerberg war schon früh besiedelt, was durch mehrere Funde aus römischer Zeit nachgewiesen werden konnte. Bekannt ist vor allem die Grabhügelnekropole Wolsfeld, die sich nur wenig östlich des Weilers befindet. Es handelt sich um eine ausgedehnte Nekropole aus 44 Grabhügeln und zwei Dämmen.

## Naherholung
Es existieren mehrere Wanderwege, vor allem im Bereich des ausgedehnten Forstgebietes. Nach Holsthumerberg führt ein rund 9,8 km langer Rundwanderweg von Holsthum über Peffingen bis Holsthumerberg. Highlights am Weg sind die Rochuskapelle Holsthum, die Römische Villa Holsthum, die Huwelslay bei Peffingen und die Peffinger-Mühle.
Siehe auch: Liste der Kulturdenkmäler in Holsthum
Siehe auch: Liste der Naturdenkmale in Peffingen

## Wirtschaft und Infrastruktur

### Unternehmen
In Holsthumerberg ist ein Handel für Obst und Gemüse ansässig.

### Verkehr
Es existiert eine regelmäßige Busverbindung ab Holsthum.
Holsthumerberg ist durch die Kreisstraße 18 aus Richtung Wolsfelderberg erschlossen. Diese endet im Weiler. Südwestlich verläuft die Landesstraße 2 von Wolsfeld in Richtung Holsthum.

## Einzelnachweis
1. ↑  Rundwanderweg Holsthumerberg. Abgerufen am 24. November 2021.